# Max Josef Metzger

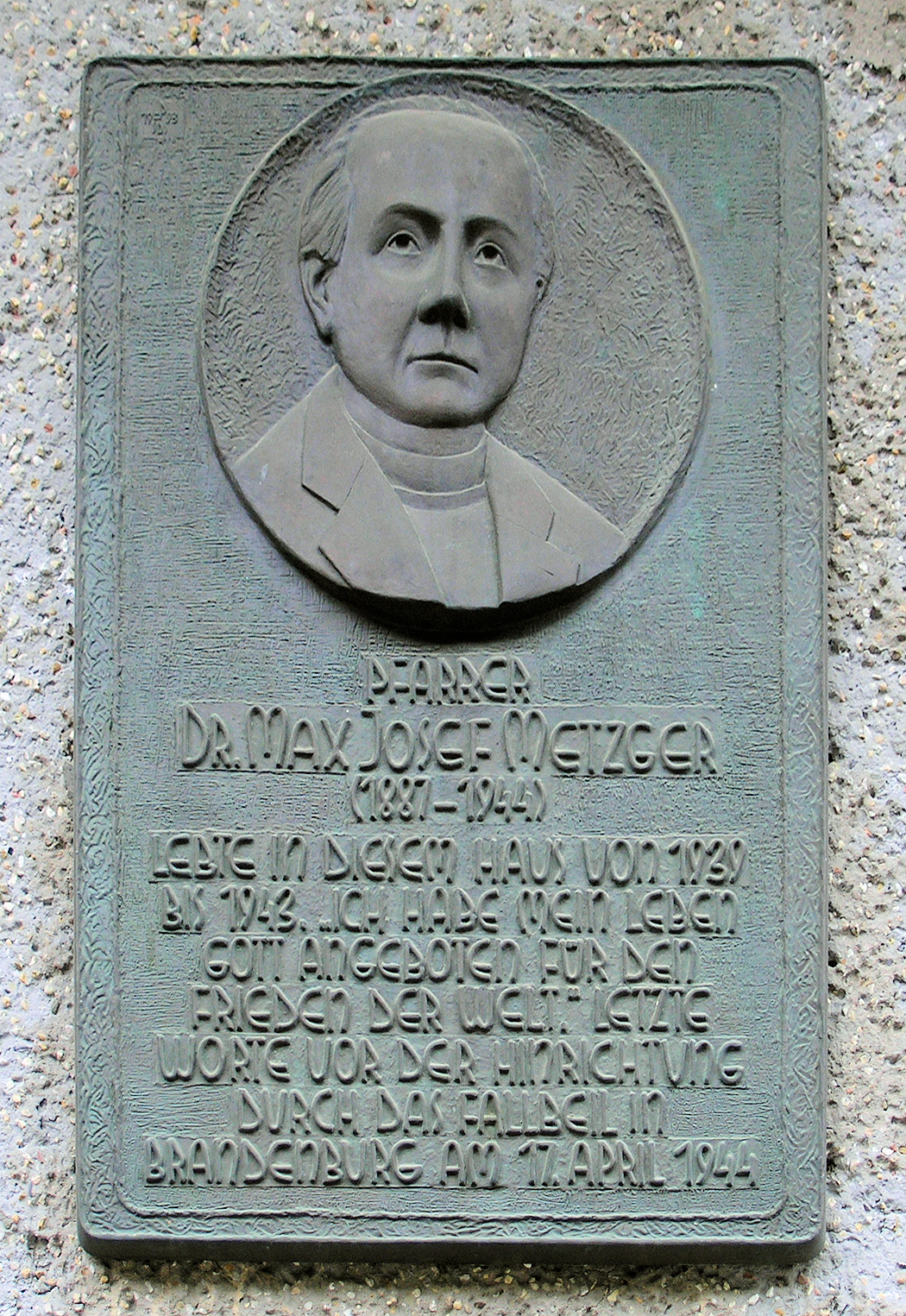
Gedenktafel am Haus Willdenowstraße 8 in Berlin-Wedding

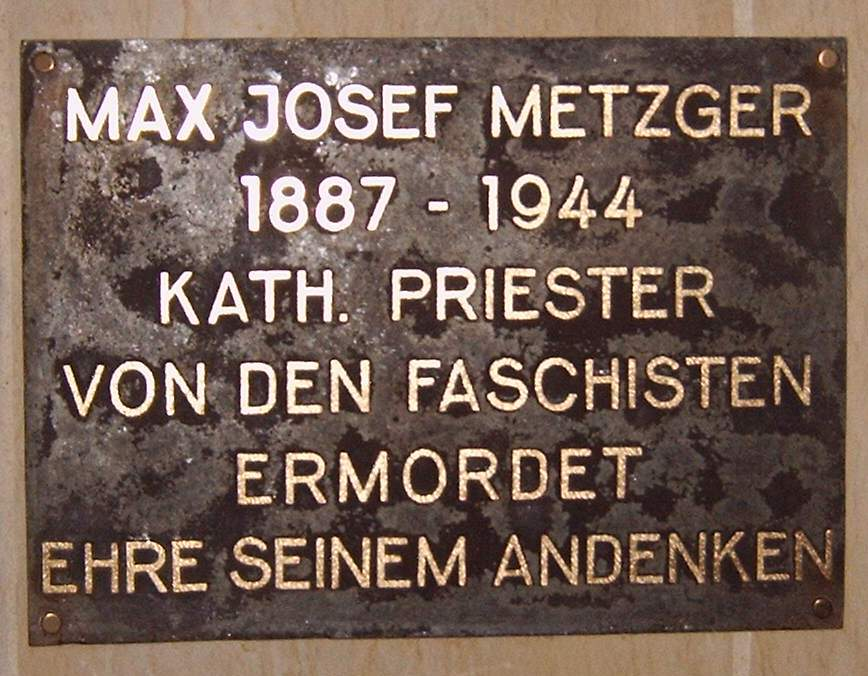
Gedenktafel für Metzger in Magdeburg

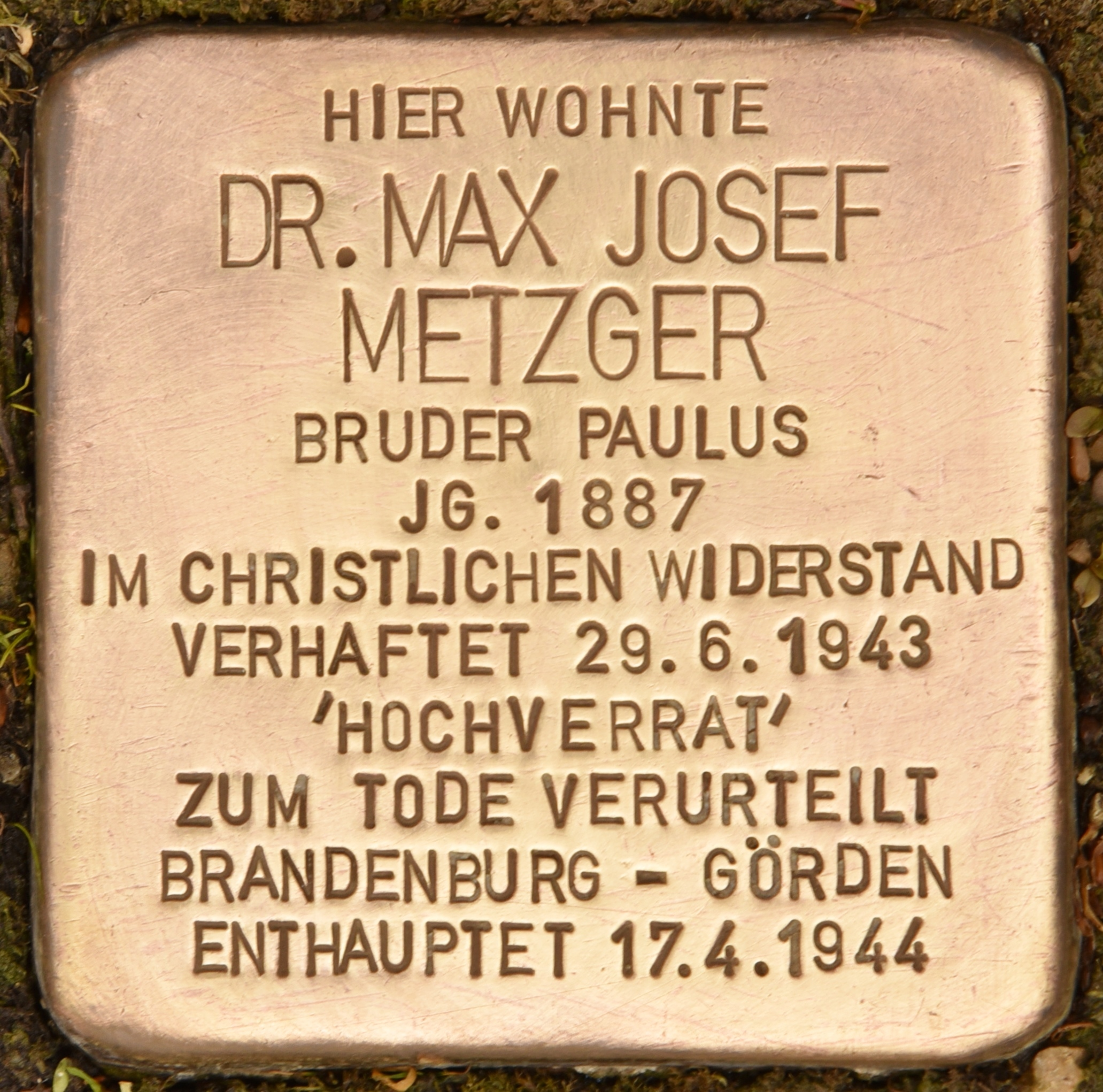
Stolperstein für Metzger in Meitingen

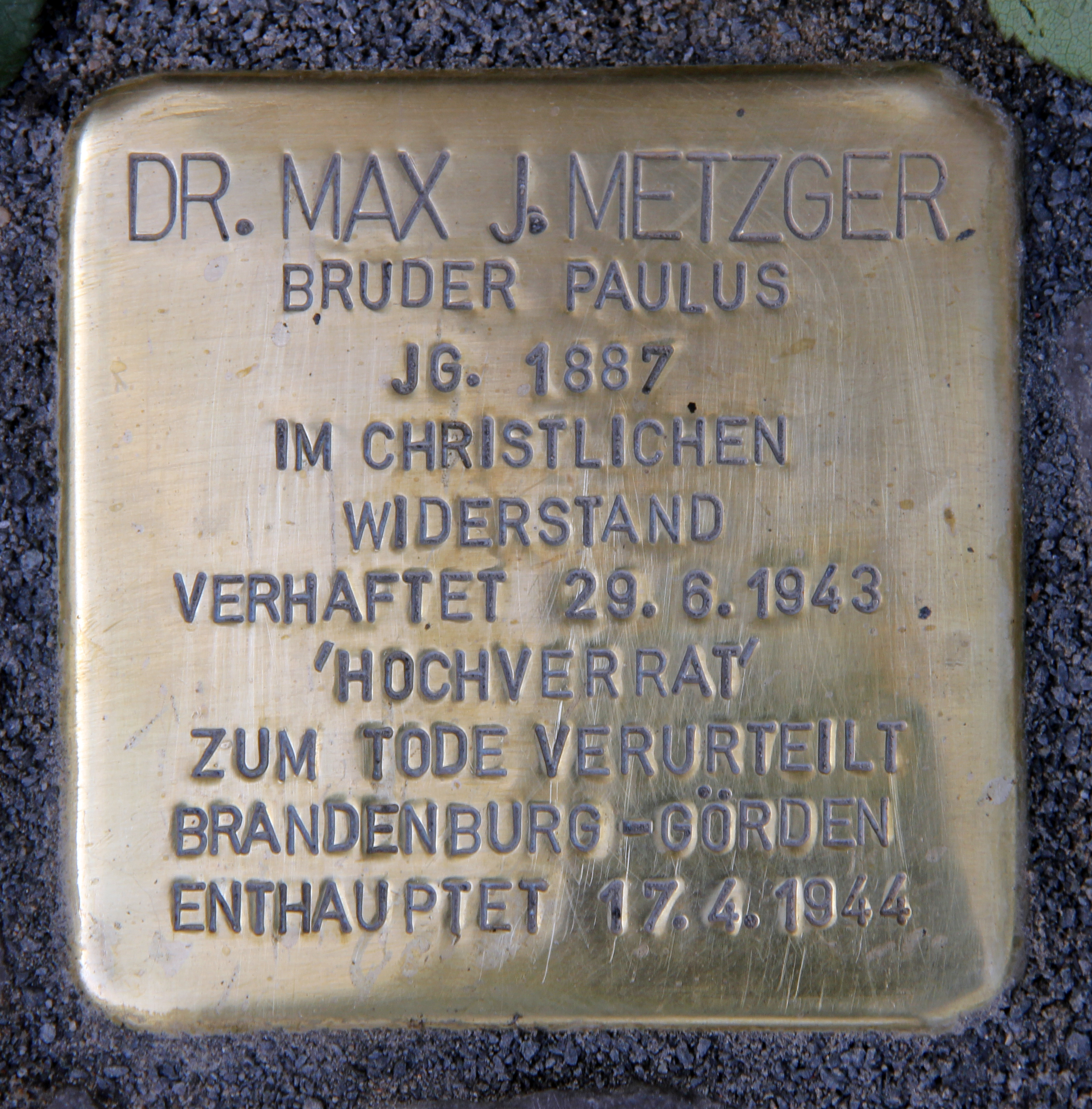
Stolperstein, Müllerstraße 161, in Berlin-Wedding

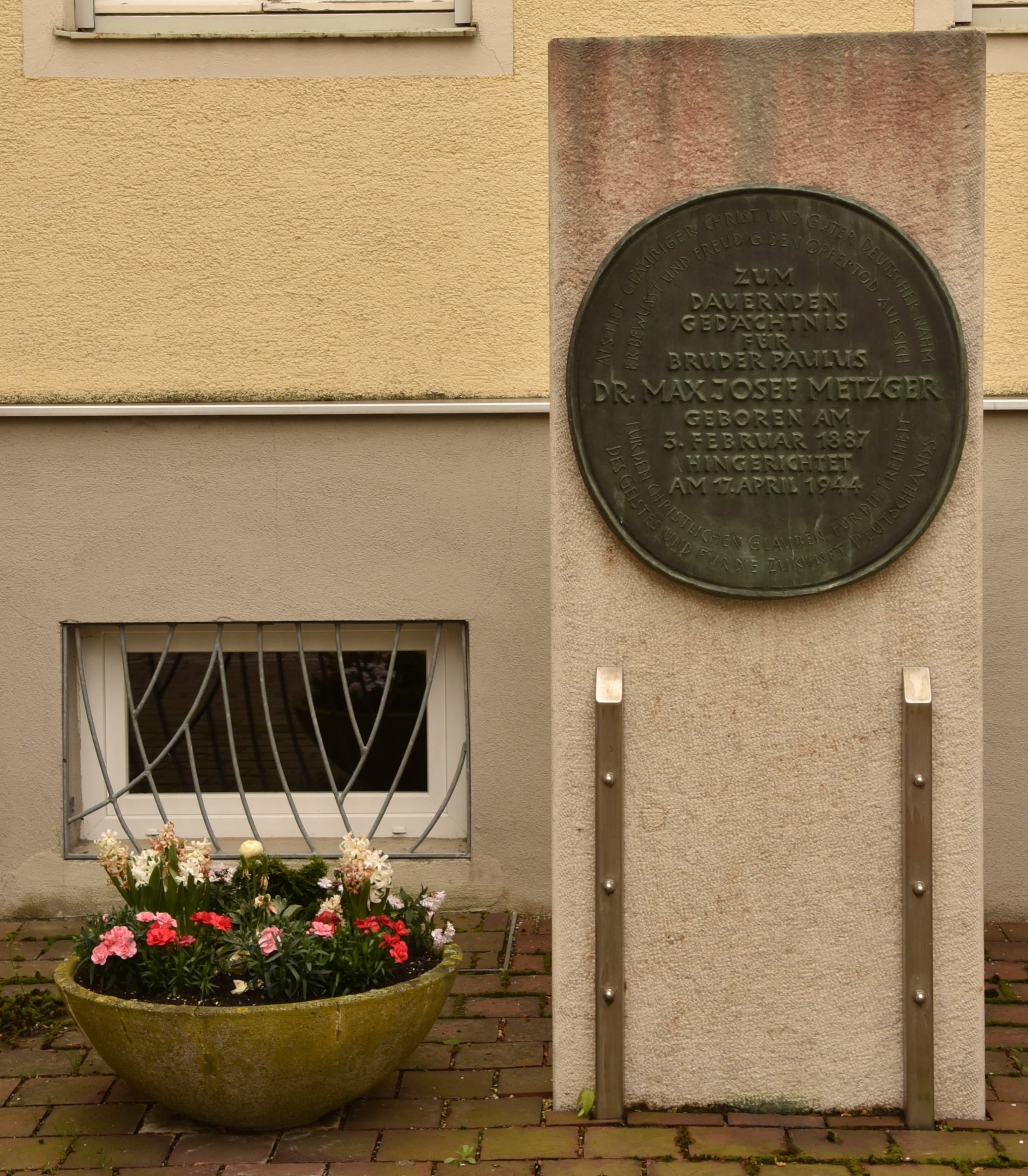
Gedenkstätte in Meitingen

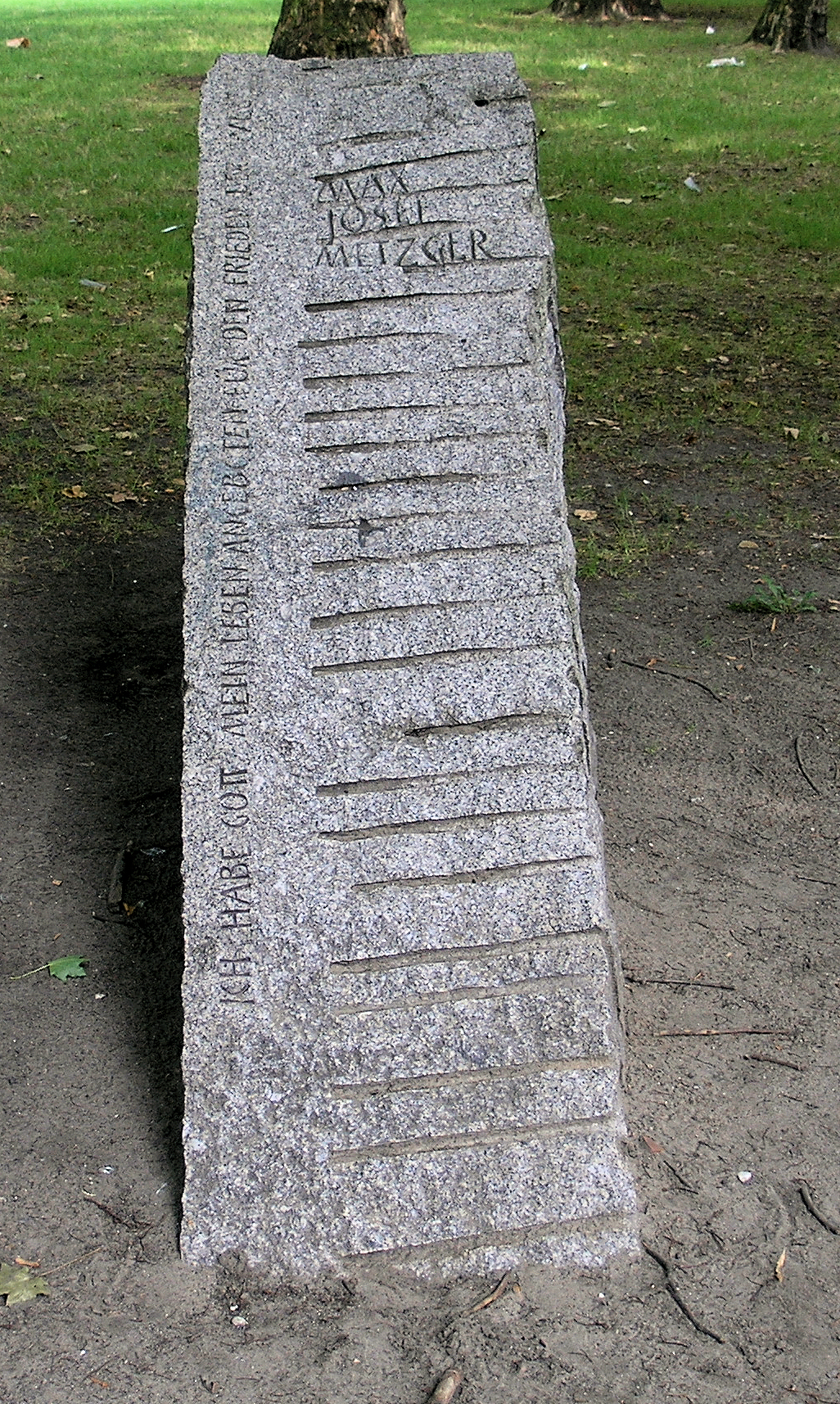
Gedenkstein auf dem nach Max Josef Metzger benannten Platz in Berlin (Bildhauer Ajit Kai Dräger)

Max Josef Metzger (* 3. Februar 1887 in Schopfheim; † 17. April 1944 im Zuchthaus Brandenburg-Görden) war ein deutscher katholischer Priester, der wegen seiner pazifistischen Überzeugung vom Volksgerichtshof unter Vorsitz seines Präsidenten Roland Freisler am 14. Oktober 1943 zum Tode verurteilt und nach sechs Monaten hingerichtet wurde. In der katholischen Kirche wird er als Seliger verehrt.

## Leben
Max Josef Metzger wurde als erstes von vier Kindern des Realschullehrers Friedrich August Metzger und seiner Ehefrau Anna geboren. Er besuchte die Volksschule und die Realschule in Schopfheim, dann Gymnasien in Donaueschingen, Lörrach und Konstanz. Von 1905 bis 1910 studierte er Philosophie und Theologie in Freiburg im Breisgau und in Freiburg im Üechtland. 1911 wurde er zum Doctor theologiae promoviert; am 4. Juli 1911 empfing er die Priesterweihe für das Erzbistum Freiburg. Ungeachtet seiner hervorragenden Begabungen schlug er nicht die wissenschaftliche Laufbahn ein, sondern widmete sich der praktischen Tätigkeit. Nach seiner Zeit als Kaplan an der Jesuitenkirche in Mannheim folgten Stationen in Karlsruhe und Oberhausen im Breisgau. Aufgrund seiner Erfahrungen als Felddivisionspfarrer im Ersten Weltkrieg wurde er zum radikalen Pazifisten mit internationaler Ausstrahlung und war Mitglied des Internationalen Versöhnungsbundes. Er gründete verschiedene pazifistische Organisationen, darunter den Friedensbund Deutscher Katholiken, den Weltfriedensbund vom Weißen Kreuz und engagierte sich in der überkonfessionellen Una-Sancta-Bewegung sowie für die Plansprache Esperanto und war daneben noch für die Christkönigsgesellschaft, die sich der Trinkerfürsorge widmete, tätig. 1915 war er Generalsekretär des Kreuzbund-Verbandes abstinenter Katholiken. 1919 war er Mitgründer und später Generalleiter des Säkularinstituts Christkönigs-Institut Meitingen und nahm den Namen „Bruder Paulus“ an.
Wenige Monate nach der Machtübernahme der Nationalsozialisten schrieb Metzger in einer Denkschrift, es sei konsequent, wenn die Kirche einen offenen Kampf gegen den neuen Staat beginne. Da der Nationalsozialismus aber machtpolitisch hoffnungslos überlegen sei, sei dies sinnlos. Metzger empfahl stattdessen eine konstruktive Zusammenarbeit mit dem NS-Staat, um „Schlimmeres“ zu verhüten. Durch diese Denkschrift, die an seiner persönlichen Ablehnung des Nationalsozialismus keinen Zweifel ließ, geriet Metzger erstmals ins Visier der Gestapo. Nach zwei kürzeren Haftaufenthalten vom 23. Januar 1934 bis 26. Januar 1934 und vom 9. November 1939 bis 4. Dezember 1939 wurde er endgültig am 29. Juni 1943 aufgrund des Verrats der Gestapoagentin Dagmar Imgart, die sich als Spitzel in die Una-Sancta-Bewegung eingeschlichen und sein Vertrauen erworben hatte, verhaftet. Er hatte ihr, da sie schwedische Staatsbürgerin war und regelmäßig auch während des Krieges Verwandte in Schweden besuchen durfte, ein an Erzbischof Erling Eidem gerichtetes Memorandum (das Demokratische Manifest) anvertraut, das künftige demokratische Strukturen Deutschlands formulierte.

## Verurteilung
Max Josef Metzger wurde in einem nur siebzig Minuten langen Schauprozess wegen seiner pazifistischen Überzeugung vom Volksgerichtshof am 14. Oktober 1943 zum Tode verurteilt. Freisler hatte an jenem Tag in der ihm eigenen Art bereits drei Strafverfahren erledigt. Er lehnte es ab, den Angeklagten anzuhören, weil es ihm unmöglich sei, „die politischen Tiraden Dr. Metzgers“ anzuhören. Als Metzger die Bewegung Una Sancta erwähnte, schrie Freisler: „Una Sancta, Una sancta – una sanctissima – Una – das sind wir, und weiter gibt es nichts!“. Freisler erklärte, eine solche Pestbeule sei auszumerzen, und verkündete wenige Minuten später das vorgefasste Todesurteil.
Das auch vom zweiten Berufsrichter, dem Kammergerichtsrat Hans-Joachim Rehse, unterzeichnete Urteil ist durch die Bewertungen, die es bei der Bewältigung nationalsozialistischen Unrechts nach Untergang des Deutschen Reiches erfuhr, bemerkenswert. Zunächst wird Metzgers Demokratisches Manifest mit folgenden Worten kommentiert:

„Es handelt sich also um den Entwurf eines Regierungssystems für Deutschland, das demokratisch-pazifistisch, wehrlos, einer Terrorarmee unserer Feinde unterworfen, kein Einheitsstaat, nicht einmal ein Bundesstaat, sondern nur ein Staatenbund sein soll; also um die Verwirklichung schlimmster Wunschträume unserer Feinde! […] Ein ganz ungeheuerlicher Gedanke, wie ihn nur ein zutiefst defaitistischer Mensch überhaupt fassen kann. Ein schmachvoll verräterischer Gedanke, wie ihn nur derjenige zu fassen vermag, der unser nationalsozialistisches Deutschland zutiefst haßt.“

und:

„Denn die ganze Handlungsweise Metzgers ist so ungeheuerlich, daß es gar nicht darauf ankommt, ob sie sich nun juristisch als Hochverrat kennzeichnen läßt […] oder ob sie juristisch Feindbegünstigung ist […]  – auf das alles kommt es nicht an: denn jeder Volksgenosse weiß, daß ein solches Ausscheren eines einzelnen Deutschen aus unserer Kampffront eine ungeheuerliche Schandtat ist, ein Verrat an unserem Volke, in seinem Kampf um sein Leben, und daß ein solcher Verrat todeswürdig ist; es ist ein Verrat in Richtung auf Hochverrat, ein Verrat in Richtung auf Defaitismus, ein Verrat in Richtung auf Feindbegünstigung, ein Verrat, den unser gesundes Volksempfinden für todeswürdig hält (§ 2 StGB.). Deshalb müßte Metzger wegen dieses gemeinen Volksverrates auch dann zum Tode verurteilt werden […]. Metzger versuchte heute in der Hauptverhandlung darzulegen, daß er doch nur aus guter Vorsorge […]. Aber das ist eben eine ganz andere Welt, eine Welt, die wir nicht verstehen. Und bei uns im Großdeutschen Reich kann jeder nur nach den Grundsätzen verurteilt werden, die bei uns gelten, nach nationalsozialistischen Ansichten, die davon so himmelweit entfernt sind, daß über sie eine Diskussion auf nationalsozialistischer Basis überhaupt nicht möglich ist – und das sind die Ansichten, die Metzgers Handlungsweise zugrunde liegen –, kann, darf und will kein deutsches Gericht berücksichtigen. Jeder muß sich gefallen lassen, nach deutschem, nationalsozialistischem Maßstab gemessen zu werden. Und der sagt eindeutig, daß ein Mann, der so handelt, ein Verräter am eigenen Volk ist.“

## Juristische Aufarbeitung nach 1945
Die juristische Aufarbeitung dieses und anderer Unrechtsurteile blieb sehr unvollkommen. Die Denunziantin wurde 1947 im Rahmen der Entnazifizierung von der Spruchkammer in Gießen als Hauptschuldige zu zehn Jahren Internierungslager verurteilt, jedoch bereits nach drei Jahren entlassen. Die strafrechtliche Aufarbeitung war unzureichend. Zunächst wurde die genannte Gestapobeamtin im Oktober 1951 durch das Schwurgericht Limburg vom Vorwurf der Beihilfe zum Mord und zur Freiheitsberaubung freigesprochen. Nachdem der Bundesgerichtshof dieses Urteil aufgehoben hatte, konnte sich das Schwurgericht Kassel lediglich zu einer Freiheitsstrafe von einem Jahr und drei Monaten Zuchthaus wegen Freiheitsberaubung verstehen. Es lehnte es ab, das Todesurteil als materiell rechtswidrig zu bezeichnen. Erst auf die erneute Revision hin erklärte der BGH das Urteil als Terrorurteil, es handele sich um „Rechtsprechung als Terrorinstrument“. Nachdem Freisler wegen seines Todes nicht zur Rechenschaft gezogen werden konnte, stand nur noch Hans-Joachim Rehse zur Verfügung. Letztlich scheiterte auch das gegen ihn wegen Rechtsbeugung und anderer Delikte eingeleitete Verfahren. Erst 1997 wurde das Todesurteil gegen Max Josef Metzger postum vom Landgericht Berlin aufgehoben.

## Erinnerung
Max Joseph Metzger wurde im Jahr 1999 als Glaubenszeuge in die erste Auflage des im Auftrag der katholischen Deutschen Bischofskonferenz herausgegebenen Deutschen Martyrologiums des 20. Jahrhunderts aufgenommen, ein Sammelwerk mit Lebensbildern von Personen, die wegen ihres Glaubensbekenntnisses einen gewaltsamen Tod erlitten. In Augsburg findet jedes Jahr am 17. April um 17 Uhr eine Gedenkfeier bei der Max-Josef-Metzger-Stele vor dem Dom statt.
Anlässlich der Umbenennung des früheren Courbière-Platzes in Berlin-Wedding in Max-Josef-Metzger-Platz im Jahr 1994 enthüllte der Berliner Senat eine Granitstele zu Ehren des Priesters mit der Inschrift „Ich habe Gott mein Leben angeboten für den Frieden der Welt.“
In Magdeburg, Mannheim, Brandenburg an der Havel, Leipzig-Gohlis, Konstanz, im Freiburger Stadtteil Rieselfeld und in Augsburg wurden Straßen und in Meitingen die Staatliche Realschule nach Max Josef Metzger benannt. In Lörrach gibt es ein Max-Josef-Metzger-Haus und in seiner Geburtsstadt Schopfheim wurde die Grundschule nach ihm benannt. Am 22. September 2016 wurde vor St. Joseph in Berlin-Wedding, Müllerstraße 161, ein Stolperstein verlegt. In der St. Wolfgang-Straße 14 in Meitingen erinnert ebenfalls ein Stolperstein an den Priester.
Der US-amerikanische Komponist Brian O’Duffy komponierte 2019 ein Metzger-Oratorium, das am 21. April 2024 anlässlich des 80. Todestages Metzgers im ehemaligen Kirchensaal der JVA Brandenburg (ehemals Zuchthaus Brandenburg-Görden) in Teilen aufgeführt wurde.

## Seligsprechung
Am 8. Mai 2006 eröffnete der damalige Erzbischof von Freiburg, Robert Zollitsch, den Seligsprechungsprozess für Max Josef Metzger, den er als „prophetischen Märtyrer“ bezeichnete. Acht Jahre lang wurden schriftliche Quellen und Zeugenaussagen gesammelt. Im März 2014 wurde die Dokumentation der Kongregation für die Selig- und Heiligsprechungsprozesse übergeben und damit dieser erste Teil des Verfahrens, der „diözesane Informativprozess“, abgeschlossen. 2015 wurde der Seligsprechungsprozess auf Bistumsebene beendet und das Ergebnis mit rund 6000 Seiten Studien und Belegen an die römische Kongregation für die Selig- und Heiligsprechungsprozesse weitergegeben.
Am 14. März 2024 erkannte Papst Franziskus Metzgers Martyrium als letzte Voraussetzung für die Seligsprechung an. Die Seligsprechung wurde im Festgottesdienst im Freiburger Münster durch Kardinal Koch am 17. November 2024 vollzogen. Sein Gedenktag ist der 17. April.

## Schriften
- Der Völkerbund und die katholische Internationale. Potthoff, Bochum [1920], DNB 573862249 (48 S.).
- Christuszeuge in einer zerrissenen Welt. Briefe und Dokumente aus der Gefangenschaft 1934–1944. Neuausgabe. Hrsg. und eingel. von Klaus Kienzler. Herder, Freiburg im Breisgau / Basel / Wien 1991, ISBN 3-451-22025-3.
- Memorandum. (PDF; 9 kB) Metzgers Demokratisches Manifest. In: die-linke-wedding.de. Die Linke, 16. Februar 2007, archiviert vom Original (nicht mehr online verfügbar) am 4. März 2016: „Abschrift aus den Akten des Deutschen Bundesarchivs in Berlin, BArch NJ 13512“